# الانتخابات الرئاسية الأمريكية 2024
الانتخابات الرئاسية الأمريكية 2024 هي الانتخابات الرئاسية الستون التي تجرى كل أربع سنوات، جرت يوم الثلاثاء 5 نوفمبر 2024. وسينتخب الناخبون رئيسًا ونائبًا للرئيس لمدة أربع سنوات. الرئيس الحالي جو بايدن أعلن ترشحه لولاية ثانية لكنه انسحب لاحقاً، لإعادة انتخابه.
ترشح الرئيس الحالي جو بايدن من الحزب الديمقراطي، في البداية لإعادة انتخابه، وأصبح المرشح المفترض للحزب ، ولم يواجه سوى القليل من المعارضة؛ ومع ذلك، أدى أداء بايدن في المناظرة الرئاسية التي عقدت في يونيو 2024 إلى تكثيف المخاوف بشأن عمره وصحته، وأدى إلى دعوات داخل حزبه له لمغادرة السباق. وعلى الرغم من إصراره في البداية على البقاء في السباق، انسحب بايدن في 21 يوليو، ليصبح أول رئيس مؤهل ينسحب من السباق منذ ليندون جونسون في عام 1968، وأيد نائبة الرئيس كامالا هاريس، التي صوت لها المندوبون كمرشحة للحزب في 5 أغسطس. واختارت هاريس تيم والز، حاكم ولاية مينيسوتا، ليكون نائبها.
ترشح دونالد ترامب سلف الرئيس بايدن، دونالد ترامب، وهو عضو في الحزب الجمهوري، لإعادة انتخابه لولاية ثانية غير متتالية، بعد خسارته أمام بايدن في الانتخابات الرئاسية 2020. لإعادة انتخابه لولاية ثانية غير متتالية، بعد خسارته أمام بايدن في عام 2020. وقد رُشِّحَ خلال المؤتمر الوطني الجمهوري لعام 2024 إلى جانب زميله في الترشح، السناتور عن ولاية أوهايو جي دي فانس. وقد اشتهرت حملة ترامب بالإدلاء بالعديد من التصريحات الكاذبة والمضللة، بما في ذلك الإدعاءات الكاذبة بأن انتخابات عام 2020 سُرقت من ترامب، والانخراط في إثارة الخوف ضد المهاجرين، والترويج لنظريات المؤامرة. لقد وصف المؤرخون والعلماء احتضان ترامب الملحوظ للتطرف اليميني،
جرى تنصيب الفائز في هذه الانتخابات في 20 يناير 2025، وجرت هذه الانتخابات في نفس الوقت الذي جرت فيه انتخابات مجلس الشيوخ الأمريكي، ومجلس النواب، وحكام الولايات، والمجالس التشريعية للولايات. أصبح بايدن وترامب المرشحين المفترضين للحزبين الديمقراطي والجمهوري على التوالي، في 12 مارس/آذار، بعد الحصول على أغلبية المندوبين، على الرغم من أنه لم يتم تأكيدهما بعد في مؤتمر الترشيح. برز روبرت إف كينيدي جونيور كمرشح رئاسي من حزب ثالث حصل على أعلى الأصوات، منذ روس بيرو في انتخابات عام 1992، حيث كان يترشح كمستقل.
من المتوقع أن تكون القضايا الرئيسية للحملة هي الإجهاض، أمن الحدود والهجرة، الرعاية الصحية، التعليم، الاقتصاد، السياسة الخارجية، حقوق المثليين (وخاصة حقوق المتحولين جنسيا)، تغير المناخ، والديمقراطية.

## خلفية

### إجراءات
تنص المادة الثانية من دستور الولايات المتحدة على أنه لكي يتولى أي شخص منصب الرئيس، يجب أن يكون الفرد مواطنًا أمريكيًا بالمولد، وأن يبلغ من العمر 35 عامًا على الأقل، وأن يكون مقيمًا في الولايات المتحدة لمدة 14 عامًا على الأقل. يحظر التعديل الثاني والعشرون على أي شخص أن يُنتخب رئيسًا أكثر من مرتين. يسعى مرشحو الأحزاب الرئيسية إلى الترشيح من خلال سلسلة من الانتخابات التمهيدية التي تختار المندوبين الذين يختارون المرشح في المؤتمر الوطني للحزب. يختار المؤتمر الوطني لكل حزب نائبًا لمنصب نائب الرئيس لتشكيل بطاقة ذلك الحزب. عادة ما يختار المرشح لمنصب الرئيس نائبه، الذي يُصدق عليه بعد ذلك من المندوبين في مؤتمر الحزب.
الانتخابات العامة في نوفمبر هي انتخابات غير مباشرة، حيث يدلي الناخبون بأصواتهم لاختيار قائمة أعضاء الهيئة الانتخابية؛ ثم يقوم هؤلاء الناخبون بانتخاب الرئيس ونائب الرئيس مباشرة.
وتتعامل مكاتب الانتخابات مع زيادة أعباء العمل والتدقيق العام، لذا سعى المسؤولون في العديد من الولايات الرئيسية للحصول على المزيد من الأموال لتوظيف المزيد من الموظفين، وتحسين الأمن، وتوسيع نطاق التدريب. ويظهر هذا الطلب في وقت حيث تتعامل العديد من المكاتب الانتخابية مع زيادة في حالات التقاعد وفائض من المطالب المتعلقة بالسجلات العامة، ويرجع ذلك جزئيا إلى انعدام الثقة الانتخابية التي زرعتها خسارة الرئيس السابق دونالد ترامب في انتخابات عام 2020. يعد كل من بايدن وترامب مرشحين افتراضيين للرئاسة في عام 2024، مما يشير إلى إعادة السباق الانتخابي لانتخابات 2020، والتي سيكون أول سباق رئاسي ثاني منذ عام 1956. وفي حال انتخاب ترامب، سيصبح ثاني رئيس يفوز بولاية ثانية غير متتالية، لينضم إلى جروفر كليفلاند الذي فعل ذلك عام 1892.
ترامب هو أول رئيس في التاريخ أمريكا يتم عزله مرتين، وأول رئيس يترشح مرة أخرى بعد العزل. عزل ترامب لأول مرة من مجلس النواب الذي يسيطر عليه الديمقراطيون في ديسمبر 2019 بتهمة إساءة استخدام السلطة وعرقلة عمل الكونغرس بسبب محاولاته إجبار أوكرانيا على تقديم معلومات ضارة عن جو بايدن ومعلومات مضللة فيما يتعلق بالتدخل الروسي في انتخابات الولايات المتحدة لعام 2016 من خلال حجب معلومات المساعدات العسكرية. جرت مساءلة ترامب الثانية من قبل مجلس النواب في 13 يناير 2021، بتهمة "التحريض على التمرد" بسبب دوره في هجوم الكابيتول في الولايات المتحدة في 6 يناير. وبما أن مجلس الشيوخ برأ ترامب في كلتا التهمتين، فلا يُمنع ترامب من السعي لإعادة انتخابه للرئاسة في عام 2024.
حكمت المحكمة العليا في كولورادو، وهي محكمة دائرة في ولاية إلينوي، ووزير خارجية ولاية ماين بأن ترامب غير مؤهل لتولي منصبه بموجب المادة 3 من التعديل الرابع عشر لدستور الولايات المتحدة، ودوره في هجوم الكابيتول في 6 يناير، وحاولت المحكمة استبعاده من الظهور في بطاقة الاقتراع. ولكن لم تنجح هذه المحاولات، ففي 4 مارس 2024، قضت المحكمة العليا في الولايات المتحدة بالإجماع بأن الولايات لا يمكنها تحديد أهليتها لإجراء انتخابات وطنية بموجب المادة 3.

### التدخل في الانتخابات

#### ادعاءات كاذبة عن تدخل دونالد ترامب

لزرع الشك في الانتخابات، صعد ترامب من استخدام تصريحات "الانتخابات المزورة" و"التدخل في الانتخابات" قبل انتخابات 2024 مقارنة بالانتخابات السابقة - وهي التصريحات التي وُصفت بأنها جزء من خطاب "لقد فزت بالرؤوس، لقد خدعت ذيولك".

أطلق دونالد ترامب ادعاءات كاذبة بشأن تزوير الناخبين في الانتخابات الرئاسية لعام 2020، واستمر في إنكار نتائج الانتخابات اعتبارًا من يونيو 2024. حذر خبراء أمن الانتخابات من أن المسؤولين الذين ينكرون شرعية الانتخابات الرئاسية لعام 2020 قد يحاولون عرقلة عملية التصويت أو رفض التصديق على نتائج انتخابات 2024. في الفترة التي سبقت انتخابات 2024، أطلق الحزب الجمهوري ادعاءات كاذبة حول "تصويت غير المواطنين" على نطاق واسع من المهاجرين في محاولة لنزع الشرعية عن الانتخابات إذا خسر ترامب.
قدمت هذه الادعاءات كجزء من حركة أكبر لرفض الانتخابات في الولايات المتحدة. واصل ترامب نشر "أكذوبته الكبرى" بشأن الانتخابات المسروقة وادعى دون دليل أن انتخابات 2024 مزورة، واتهم ترامب بايدن زوراً بـ"تسليح" وزارة العدل لاستهدافه فيما يتعلق بمحاكماته الجنائية. صرح ترامب والعديد من الحزب الجمهوري أنهم لن يقبلوا نتائج انتخابات 2024 إذا كانوا يعتقدون أنها "غير عادلة".
تشير تعليقات ترامب السابقة إلى أنه يستطيع "إنهاء" الدستور لعكس خسارته في الانتخابات، ادعائه بأنه لن يكون دكتاتورًا إلا في "اليوم الأول" من رئاسته وليس بعده، وعده باستخدام وزارة العدل لملاحقة أعدائه السياسيين، خطته لاستخدام قانون التمرد لعام 1807 لنشر الجيش في المدن والولايات، ومحاولات لإبطال الانتخابات الرئاسية الأمريكية لعام 2020، واستمرار الجهود الجمهورية لتقييد التصويت بعد الانتخابات الرئاسية 2020، وتوقعات ترامب التي لا أساس لها من تزوير الأصوات في انتخابات 2024، وتبني ترامب العلني والاحتفال بهجوم الكابيتول في الولايات المتحدة في 6 يناير، أثار مخاوف بشأن الديمقراطية في أمريكا.
ذكرت صحيفة واشنطن بوست في يونيو 2024 عن مؤشرات تشير إلى أن الجمهوريين على مستوى المقاطعة في الولايات، قد يستعدون لتحدي وتأخير تصديقهم على نتائج التصويت في عام 2024. قد تؤدي مثل هذه التأخيرات إلى تفويت الولاية للمواعيد النهائية التي تضمن فرز أصوات مجمعها الانتخابي في واشنطن في 6 يناير 2025. في انتخابات أربع ولايات منذ عام 2020، حجب مسؤولو انتخابات المقاطعات التصويتات، بحجة عدم الثقة في آلات التصويت أو أخطاء الاقتراع، على الرغم من أنهم لم يتمكنوا من تقديم دليل على تزوير التصويت الفعلي؛ كان نشطاء حقوق التصويت قلقين من أن استمرار الادعاءات الكاذبة بتزوير الانتخابات منذ عام 2020 قد يؤدي إلى اضطرابات اجتماعية إذا أبطلت الجهود المبذولة لتأخير التصويتات على المستوى المحلي من قبل مسؤولي الدولة أو المحاكم. قد يؤدي فشل أي ولاية في فرز أصوات المجمع الانتخابي في 6 يناير إلى عدم حصول أي من المرشحين الرئاسيين على الحد الأدنى من أصوات المجمع الانتخابي البالغ 270 صوتًا، مما يؤدي إلى طرح الانتخابات في مجلس النواب. في هذا السيناريو، ستحدد نتيجة الانتخابات من خلال إحصاء الأغلبية البسيطة لتمثيل المجلس التشريعي للولاية؛ وسيطر الجمهوريون على 28 من أصل 50 هيئة تشريعية في عام 2024.

#### تدخل الدول الأجنبية
صرح مسؤولون أمريكيون حاليون وسابقون بأن التدخل الأجنبي في انتخابات 2024 أمر مرجح. ثلاثة عوامل رئيسية أستشهد بها هي "الأزمات السياسية الداخلية العميقة في أمريكا، وانهيار المحاولات المثيرة للجدل للسيطرة على الخطاب السياسي على وسائل التواصل الاجتماعي، وبروز الذكاء الاصطناعي التوليدي". في 1 أبريل 2024، ذكرت صحيفة نيويورك تايمز أن الحكومة الصينية أنشأت حسابات مزيفة مؤيدة لترامب على وسائل التواصل الاجتماعي "تروج لنظريات المؤامرة، وتأجيج الانقسامات الداخلية، ومهاجمة الرئيس بايدن قبل الانتخابات في نوفمبر". وفقًا لخبراء التضليل ووكالات المخابرات، نشرت روسيا معلومات مضللة قبل انتخابات عام 2024 لإلحاق الضرر بجو بايدن والديمقراطيين، وتعزيز المرشحين الداعمين للانعزالية، وتقويض الدعم لمساعدات أوكرانيا وحلف شمال الأطلسي.

### المحاكمات الجنائية ولوائح الاتهام ضد دونالد ترامب
من المتوقع أن تكون لوائح الاتهام الجنائية الأربع التي وجهها ترامب والتي يبلغ مجموعها 91 تهمة جنائية، والدعاوى القضائية المرفوعة ضده، من المشاكل المعرقلة خلال الحملة الرئاسية لعام 2024. في 30 مايو، أدانت هيئة المحلفين ترامب بجميع التهم الجنائية البالغ عددها 34 في قضية شعب ولاية نيويورك ضد دونالد ترامب بسبب تزوير سجلات تجارية مقابل دفع أموال مقابل ضمان صمت نجمة الأفلام الإباحية ستورمي دانيالز، عن لقاء جنسي بينهما للتأثير على الانتخابات الرئاسية 2016. وهذا يجعل ترامب أول رئيس أمريكي سابق يُدان بجريمة في التاريخ الأمريكي. وأدلى ترامب والعديد من الجمهوريين بالعديد من التصريحات الكاذبة والمضللة فيما يتعلق بمحاكمات ترامب الجنائية، بما في ذلك الادعاءات الكاذبة بأنها "مزورة" أو "تدخل في الانتخابات" مدبر من جو بايدن والحزب الديمقراطي، والتي لا يوجد دليل عليها.
ويواجه ترامب 57 تهمة جنائية إضافية؛ أربع تهم في قضية الولايات المتحدة الأمريكية ضد دونالد ترامب لدوره المزعوم في محاولة إلغاء الانتخابات الرئاسية الأمريكية لعام 2020 والتورط في هجوم الكابيتول في الولايات المتحدة في 6 يناير؛ 10 تهم في قضية ولاية جورجيا ضد دونالد ترامب وآخرين. لمحاولاته المزعومة لإلغاء نتائج الانتخابات الرئاسية الأمريكية لعام 2020 في جورجيا؛ 40 تهمة في الولايات المتحدة الأمريكية ضد دونالد ترامب، ووالتين نوتا، وكارلوس دي أوليفيرا تتعلق باكتنازه لوثائق سرية وعرقلة جهود استعادتها.
بالإضافة إلى لوائح الاتهام، في 9 مايو 2023، أدانت هيئة محلفين مجهولة ترامب بتهمة الاعتداء الجنسي في قضية إي جين كارول ضد دونالد ترامب وأمر بدفع 88.3 مليون دولار مجتمعة. في سبتمبر 2023، أُدين ترامب بتهمة الاحتيال المالي وأمر بدفع حكم بقيمة 457 مليون دولار قيد الاستئناف حاليًا.
وفقًا لاستطلاع أجرته رويترز/إبسوس في أبريل 2024، بلغت نسبة الناخبين المسجلين الذين وجدوا أن اتهامات ترامب خطيرة إلى حد ما، إلى خطيرة للغاية في قضية الانتخابات الفيدرالية 74%، و72% في قضية جورجيا، و69% في قضية الوثائق السرية، و64%. في قضية رشوة الصمت في نيويورك. وقال ما يقرب من ربع الناخبين الجمهوريين إنهم لن يصوتوا لصالح ترامب إذا أدانته هيئة محلفين بارتكاب جناية. بعد إدانته برشاوي الصمت، صرح 15% من الناخبين الجمهوريين المحتملين و49% من المستقلين أنهم يريدون انسحاب ترامب، ووافق 54% من الناخبين المسجلين على قرار هيئة المحلفين. كما وجد الاستطلاع أن 56% من الجمهوريين لم يتأثروا بالحكم، و35% من الجمهوريين و18% من المستقلين الذين ذكروا أنهم سيصوتوا لصالح ترامب.
وقد لوحظ أن ترامب حاول تأجيل محاكماته إلى ما بعد انتخابات نوفمبر. إذا فاز ترامب بالانتخابات في نوفمبر/تشرين الثاني، ففي 20 يناير/كانون الثاني 2025، يمكن أن يأمر ترامب المدعي العام الجديد بإسقاط التهم الفيدرالية التي يواجهها، ومنع تهم الولاية من التأثير من خلال مجموعة متنوعة من الأساليب، وإصدار عفو بقرار رئاسي ذاتي.

### الخريطة الانتخابية

#### آثار التعداد السكاني 2020
ستكون هذه أول انتخابات رئاسية أمريكية تُجرى بعد إعادة توزيع الأصوات في الهيئة الانتخابية بالولايات المتحدة بعد تعداد الولايات المتحدة لعام 2020. وإذا ظلت نتائج انتخابات 2020 على حالها (وهو ما لم يحدث مطلقًا في تاريخ الانتخابات الرئاسية) في عام 2024، فسيحصل الديمقراطيون على 303 أصوات انتخابية مقابل 235 صوتًا للجمهوريين، وهو تغيير طفيف عن أصوات بايدن الانتخابية البالغة 306 أصوات وترامب البالغ 232 صوتًا. مما يعني أن الديمقراطيين خسروا صافي 3 أصوات انتخابية في عملية إعادة التوزيع. سيبقى هذا التقسيم لأصوات المجمع الانتخابي حتى انتخابات 2028 فقط. وسيتم إجراء إعادة التقسيم مرة أخرى بعد التعداد السكاني للولايات المتحدة لعام 2030.

#### خلفية تاريخية

التوجه الحزبي المتوقع للولايات الأمريكية الخمسين ومقاطعة كولومبيا على المستوى الرئاسي. يشير تظليل كل ولاية إلى حصة تصويت الفائز من الحزبين، والتي متوسطها بين الانتخابات الرئاسية لعامي 2016 و2020. الولايات المتأرجحة في عام 2020 ملونة باللون الرمادي.

في الانتخابات الرئاسية الأخيرة، لم تعد معظم الولايات قادرة على المنافسة بسبب التركيبة السكانية التي أبقتها بقوة خلف أحد الأحزاب الرئيسية. ونظراً لطبيعة المجمع الانتخابي، فإن هذا يعني أن الولايات المتأرجحة المختلفة، تشكل أهمية بالغة للفوز بالرئاسة. تشمل هذه ولايات في نطاق الصدأ، مثل ويسكونسن وميشيغان وبنسلفانيا، والولايات في الحزام الشمسي، مثل نيفادا وأريزونا وجورجيا. صرح الاستراتيجيون في كلا الحزبين أن الانتخابات من المرجح أن يقررها ستة بالمائة من الناخبين في هذه الولايات الست.
يمكن اعتبار ولاية كارولينا الشمالية أيضًا ولاية ساحة معركة، بسبب النتيجة المتقاربة في الانتخابات الرئاسية السابقة، والتي فاز فيها ترامب بنسبة 1.34% فقط. بسبب التحولات الديموغرافية التدريجية، تحولت بعض الولايات المتأرجحة السابقة مثل آيوا وأوهايو وفلوريدا بشكل كبير نحو الجمهوريين، وفضلتهم في الانتخابات المستقبلية على مستوى الولاية والانتخابات المحلية. وفي الوقت نفسه، تحركت الولايات المتأرجحة السابقة مثل كولورادو ونيو مكسيكو وأوريغن بشكل ملحوظ نحو الديمقراطيين، وأصبح الحزب القوة السياسية المهيمنة هناك.
إن أداء التحالف الانتخابي الديمقراطي، الذي يؤمن "الولايات الزرقاء" للمرشحين الرئاسيين الديمقراطيين، هو الأفضل بين الناخبين اليهود والسود؛ البيض الذين التحقوا بالجامعة أو يعيشون في المناطق الحضرية. كان الناخبون من الطبقة العاملة أيضًا الدعامة الأساسية للائتلاف الديمقراطي منذ أيام الصفقة الجديدة، ولكن منذ السبعينيات، انشق الكثير منهم وانضموا إلى الجمهوريين مع تحرك الحزب الديمقراطي بشكل كبير نحو اليسار بشأن القضايا الثقافية. وعلى العكس من ذلك، فإن التحالف الجمهوري التقليدي الذي يهيمن على العديد من "الولايات الحمراء" يتكون بشكل أساسي من الناخبين البيض في الريف، والإنجيليين، وكبار السن، والناخبين من غير الحاصلين على تعليم جامعي. كما كان أداء الجمهوريين جيدًا تاريخيًا مع ناخبي الطبقة الوسطى في الضواحي منذ الخمسينيات من القرن الماضي، لكن هذه المجتمعات ابتعدت عنهم في السنوات الأخيرة بسبب صعود حركة الشاي ولاحقًا حركة "اجعل أمريكا عظيمة مرة أخرى". يعود الفضل في تسارع هذا الاتجاه إلى ترجيح كفة الانتخابات الرئاسية لعام 2020 لصالح الديمقراطي جو بايدن، لأن ترامب كان لا يحظى بشعبية تاريخية في الضواحي بالنسبة لمرشح جمهوري، وكان أداؤه ضعيفًا هناك بشكل كبير.
أشارت بعض استطلاعات الرأي لهذه الانتخابات إلى أن القوة الديمقراطية بين الناخبين من أصل إسباني، وآسيوي، عرب أمريكا، والشباب قد تآكلت إلى حد ما، في حين يبدو أن متانة الجمهوريين مع البيض والناخبين الذين تزيد أعمارهم عن 65 عامًا تتراجع أيضًا. ومع ذلك، فقد جادل بعض المحللين السياسيين بأن هذه الاتجاهات الواضحة في الاقتراع لا تمثل الناخبين الفعليين، وهي عبارة عن سراب استطلاعي ناتج عن سوء أخذ العينات قبل أشهر من الانتخابات، حيث أعداد كبيرة من الناخبين الذين لا يعتقدون أن الانتخابات ستكون بين بايدن وترامب، والتحيز الشديد لعدم الاستجابة.
الإجهاض، الهجرة،الرعاية الصحية، التعليم، الاقتصاد، السياسة الخارجية، أمن الحدود، حقوق المثليين، تغير المناخ، والديمقراطية  من المتوقع أن تكون من القضايا الرائدة في الحملة الانتخابية.

## قضايا الحملة

### إجهاض

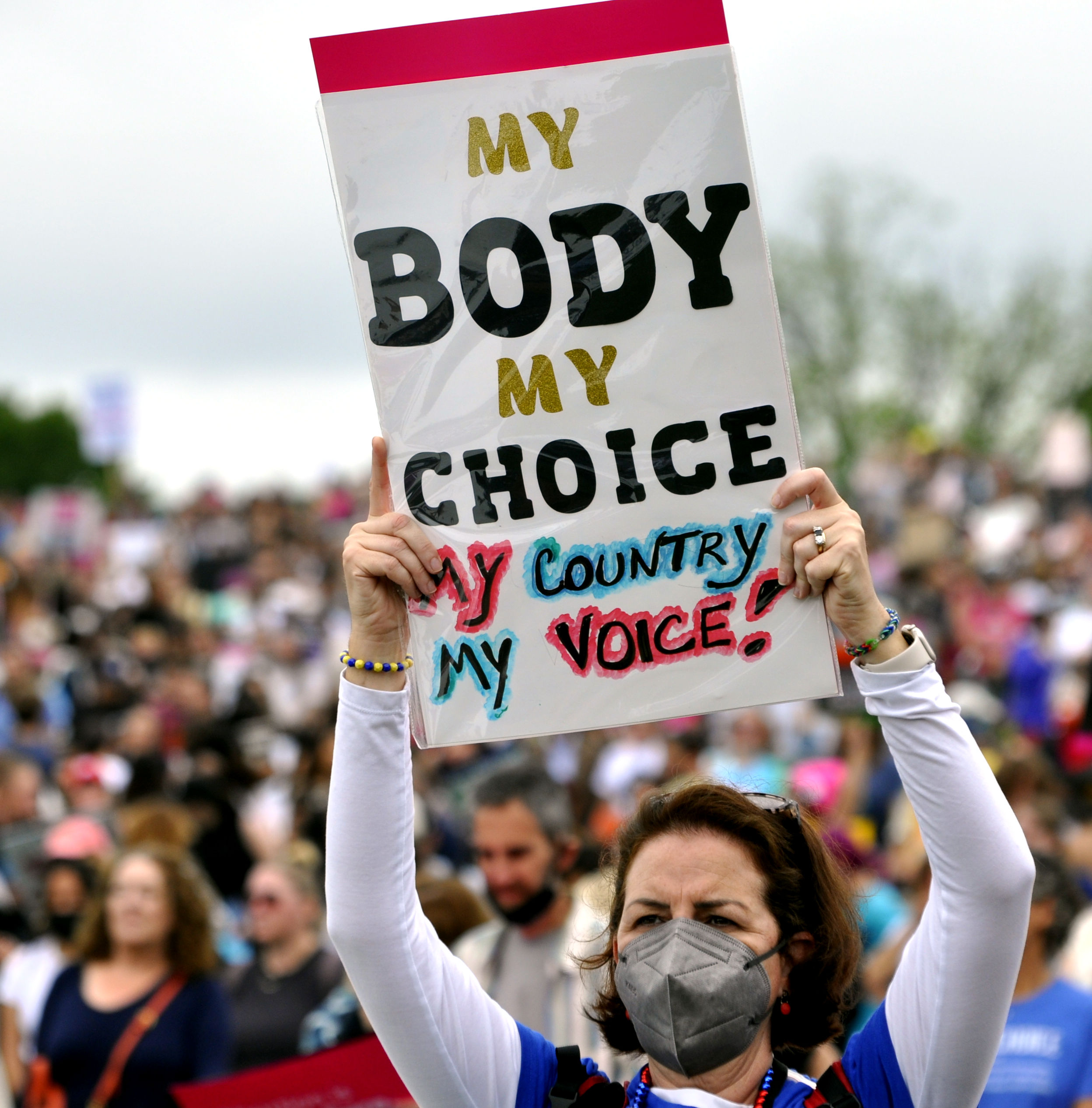
المتظاهرون المطالبون بحقوق الإجهاض في واشنطن العاصمة، في 14 مايو 2022، كجزء من احتجاج حظر أجسادنا بعد مسودة الرأي المسربة التي تلغي قضية رو ضد وايد.

من المتوقع أن يكون الإجهاض موضوعًا رئيسيًا خلال الحملة. وهذه هي أول انتخابات رئاسية تجرى في أعقاب حكمين قضائيين رئيسيين أثرا على إمكانية الإجهاض. الأول هو قرار منظمة دوبس ضد جاكسون لصحة المرأة لعام 2022، والذي ألغت فيه المحكمة العليا في الولايات المتحدة قضية رو ضد وايد، تاركة قانون الإجهاض بالكامل للولايات، بما في ذلك حظر الإجهاض. القضاة الثلاثة الذين عينهم الرئيس السابق دونالد ترامب - إيمي باريت، وبريت كافانو، ونيل غورساتش - صوتوا جميعًا لإلغاء الحق الفيدرالي في الإجهاض في دوبس. القضية القضائية الثانية هي قضية تحالف طب أبقراط ضد إدارة الغذاء والدواء الأمريكية لعام 2023، والتي أبطل فيها قاضٍ فيدرالي في شمال غرب تكساس موافقة إدارة الغذاء والدواء على الميفيبريستون في عام 2000، مما قد يؤدي إلى سحب الدواء من السوق إذا أيدته المحاكم العليا في الولايات المتحدة. وقد حظي كلا الحكمين بدعم قوي من السياسيين والمشرعين الجمهوريين.
يدعم الديمقراطيون في الغالب اعتبار حركات الإجهاض، بينما يفضل السياسيون الجمهوريون عمومًا تقييد شرعية الإجهاض. بحلول أبريل 2023، كانت معظم الولايات التي يسيطر عليها الجمهوريون قد أصدرت حظرًا شبه كامل على الإجهاض، مما جعله غير قانوني إلى حد كبير في معظم أنحاء الولايات المتحدة. وفقًا لمؤسسة عائلة كايزر، هناك 15 ولاية فرضت حظرًا قانونيًا على الإجهاض في المراحل المبكرة دون استثناءات للاغتصاب أو سفاح القربى.
وقد دعا بايدن الكونغرس إلى تدوين حماية الإجهاض في القانون الفيدرالي، وعقد العديد من التجمعات حول هذه القضية. ادعى ترامب الفضل في قلب قرار رو، لكنه انتقد الجمهوريين الذين يضغطون من أجل فرض حظر كامل على الإجهاض. وقال ترامب إنه سيترك مسألة الإجهاض لتقررها الولايات، لكنه سيسمح للولايات الحمراء بمراقبة حمل النساء ومحاكمتهن إذا أجرين عملية إجهاض.

### أمن الحدود والهجرة
أظهرت استطلاعات الرأي أن أمن الحدود والهجرة من أهم القضايا التي تهم الناخبين المحتملين في الانتخابات الرئاسية لعام 2024. وفي عامي 2023 و2024، حدثت موجة من المهاجرين الذين يدخلون البلاد عبر حدود الولايات المتحدة مع المكسيك.

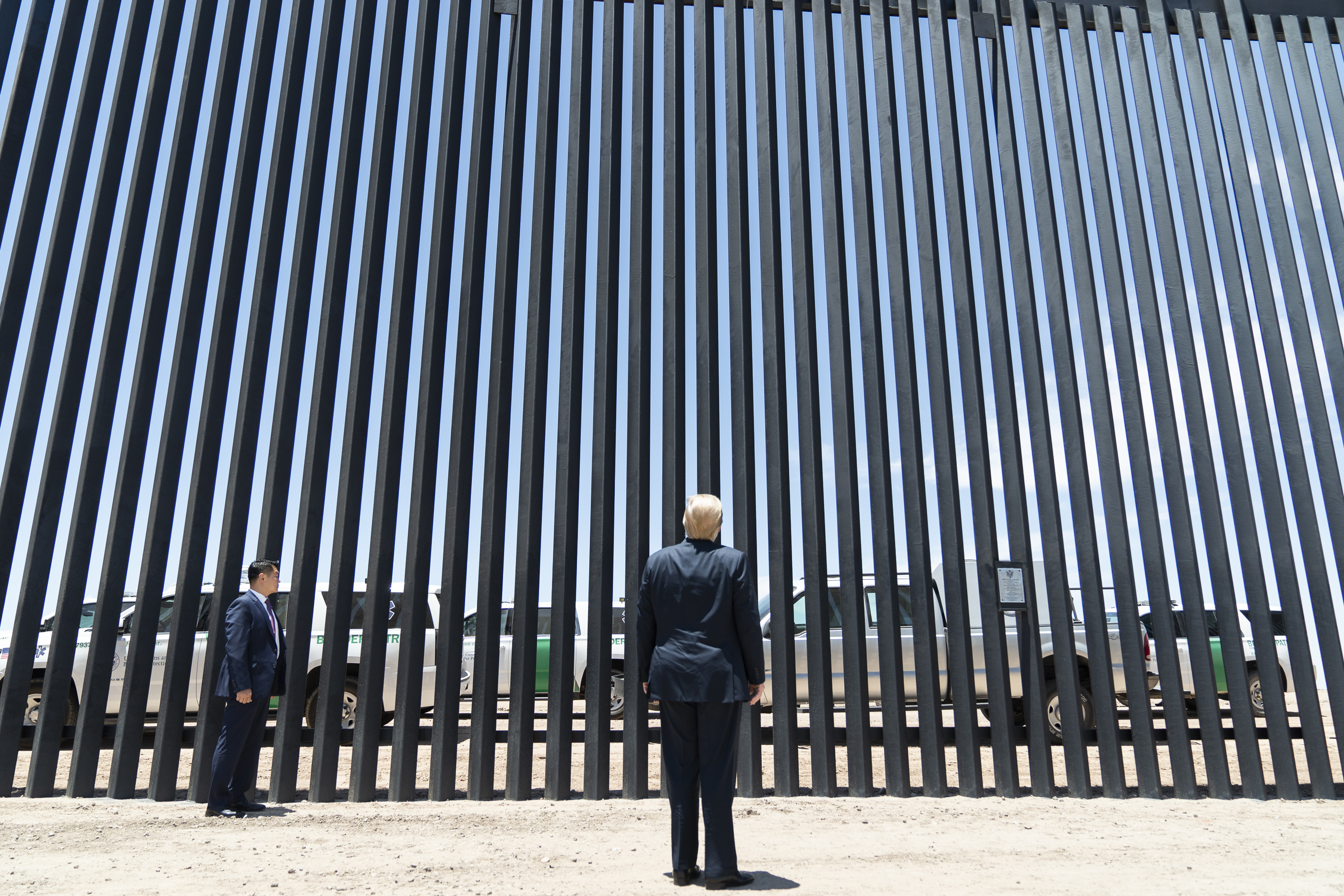
وتعهد دونالد ترامب بإكمال الجدار على الحدود الجنوبية في حال انتخابه.

صرح دونالد ترامب أنه إذا انتخب، فإنه سيزيد عمليات الترحيل، ويرسل الجيش الأمريكي إلى الحدود، ويوسع اعتقالات إدارة الهجرة والجمارك من خلال مداهمات أماكن العمل، ويفوض سلطات إنفاذ القانون المحلية للتعامل مع أمن الحدود، ويزيد تمويل الجمارك ودوريات الحدود بالإضافة إلى إنهاء عمل بناء الجدار على الحدود الجنوبية. وذكرت صحيفة نيويورك تايمز أن ترامب يفكر في "توسيع شديد لحملته ضد الهجرة خلال ولايته الأولى"، مثل "الاستعداد لتجميع الأشخاص غير المسجلين الموجودين بالفعل في الولايات المتحدة على نطاق واسع واحتجازهم في معسكرات تمهيداً لطردهم". وأعلن ترامب عن نيته ترحيل 11 مليون شخص من خلال بناء معسكرات الاعتقال واستخدام الجيش. أطلق ترامب ادعاءات كاذبة عن "موجة جرائم المهاجرين" التي لا تدعمها البيانات الوطنية.
صرح بايدن أنه يعتزم زيادة الأموال والموارد المخصصة لأمن الحدود وإنفاذ القانون، وتوفير مسار للأشخاص في الولايات المتحدة للتقدم للحصول على الوضع القانوني والجنسية في نهاية المطاف، وتبسيط وتوسيع عملية الحصول على التأشيرة للخريجين الأجانب من الجامعات الأمريكية. وانتهجت إدارة بايدن سياسة معاقبة المهاجرين الذين يدخلون البلاد بشكل غير قانوني وتوفير حماية مؤقتة للمهاجرين من دول معينة مثل فنزويلا وأوكرانيا ونيكاراغوا وكوبا وهايتي. وقد أدى ذلك إلى زيادة إجمالية في عدد المهاجرين الذين يصلون بشكل قانوني إلى نقاط الدخول، وانخفاض في عدد المهاجرين الذين يحاولون عبور الحدود بشكل غير قانوني.
في فبراير 2024، توصل بايدن ومفاوضو الكونغرس إلى اتفاق بين الحزبين بشأن مشروع قانون لتأمين الحدود تضمن العديد من مطالب المحافظين وفتح أيضًا المساعدات لأوكرانيا وإسرائيل، لكن مشروع القانون عارضه ترامب وادعى أنه سيضر بقدرة الجمهوريين على الترشح. بشأن الهجرة كقضية انتخابية. في 4 يونيو 2024، أصدر بايدن أمرًا تنفيذيًا بإغلاق الحدود إذا وصلت المعابر غير القانونية إلى ما متوسطه 2500 مهاجر يوميًا في أسبوع معين.
لوحظ أن لهجة ترامب المناهضة للهجرة أصبحت أكثر قسوة مقارنة بفترته السابقة كرئيس، وقد أثارت انتقادات لاستخدام خطاب أكثر تجريدًا من الإنسانية عند الإشارة إلى بعض المهاجرين غير الشرعيين. وقد وصف ترامب بعض المهاجرين بأنهم "ليسوا بشرًا" و"حيوانات". منذ خريف عام 2023، ادعى ترامب أن المهاجرين "يسممون دماء بلادنا"، الأمر الذي أدى إلى مقارنات بخطاب النظافة العنصرية الذي يستخدمه المتعصبون للبيض وأدولف هتلر. وتأتي تعليقات ترامب كجزء من خطاب عنيف وغير إنساني استخدمه ترامب بشكل متزايد خلال حملته الانتخابية.
صرح كينيدي أنه يدعم تأمين الحدود، وجهود عملية لون ستار في غياب العمل الفيدرالي.

### تغير المناخ
ومن المتوقع أن يكون تغير المناخ مشكلة في الانتخابات الرئاسية لعام 2024.

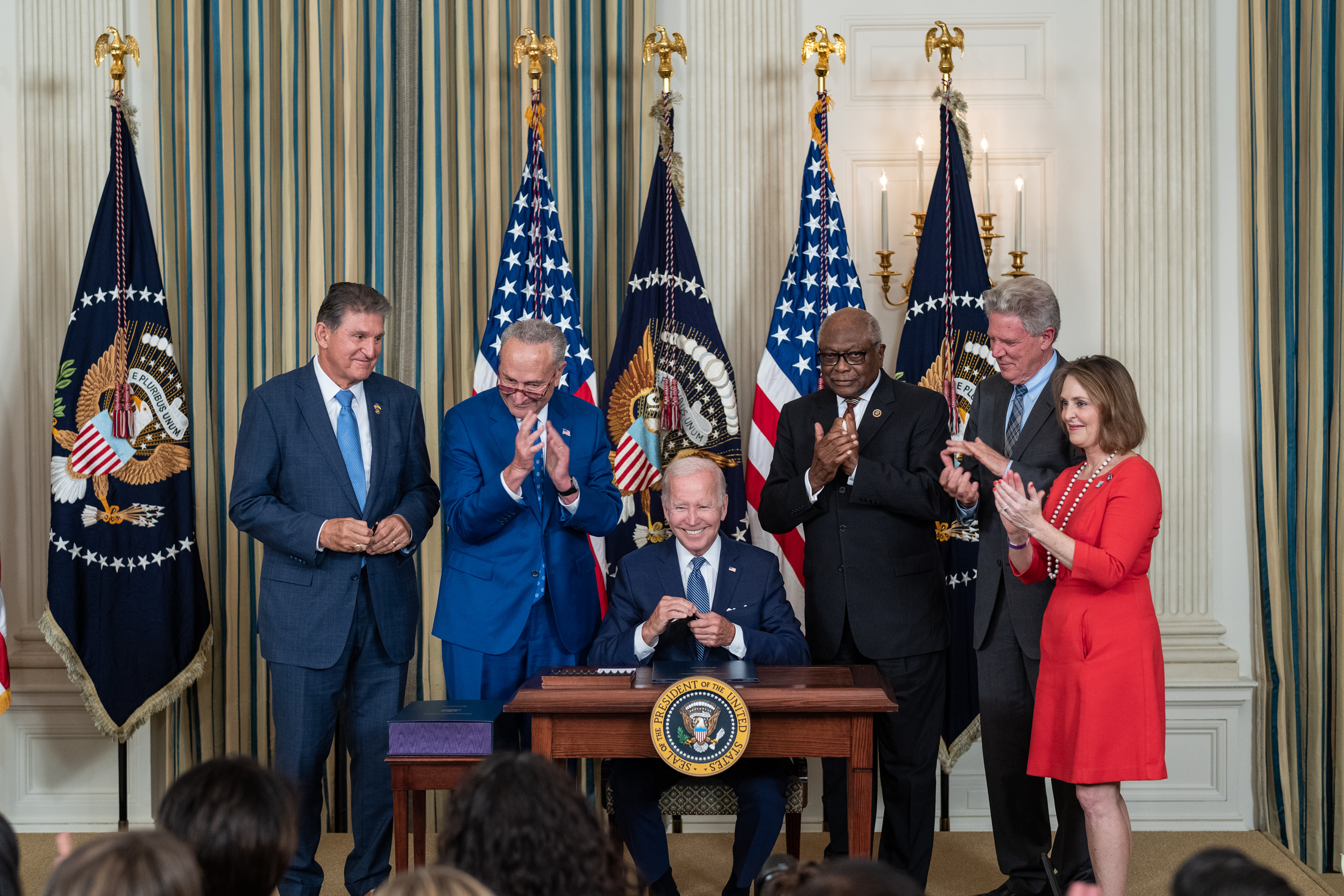
الرئيس جو بايدن يوقع قانون خفض التضخم (IRA) ليصبح قانونًا في غرفة الطعام الرسمية بالبيت الأبيض في 16 أغسطس 2022، والذي يعد أكبر استثمار في معالجة تغير المناخ في تاريخ الولايات المتحدة.

صرح بايدن أنه يؤمن بتغير المناخ الذي يسببه الإنسان. وسبق لبايدن أن عزز إجراءات الحماية البيئية التي أضعفت خلال إدارة ترامب. أقر بايدن قانون الحد من التضخم، وهو أكبر استثمار في معالجة تغير المناخ والطاقة النظيفة في تاريخ الولايات المتحدة. وأشرف بايدن أيضًا على رقم قياسي في إنتاج النفط الخام الأمريكي بأكثر من 13.2 مليون برميل من الخام يوميًا، متجاوزًا 13 مليون برميل يوميًا أنتج في ذروة رئاسة ترامب. وكان بايدن قد أعلن في وقت سابق عن نيته خفض الأسعار في محطات الوقود، وهو ما يعتقد الخبراء أنه أساسي لحملة إعادة انتخابه عام 2024. تعاملت ولاية بايدن الأولى مع صدمات العرض الناجمة عن أزمة الطاقة العالمية 2021-2024 بسبب جائحة كوفيد-19 والغزو الروسي لأوكرانيا.
ترامب يترشح على منصة إنكار تغير المناخ. أشار ترامب مرارًا وتكرارًا إلى سياسته في مجال الطاقة تحت شعار "الحفر، يا صغيري، الحفر"، وقد وعد بزيادة التنقيب عن النفط في الأراضي العامة وتقديم إعفاءات ضريبية لمنتجي النفط والغاز والفحم. وأعلن عن هدفه المتمثل في أن تحصل الولايات المتحدة على أقل تكلفة للكهرباء والطاقة مقارنة بأي دولة في العالم. وقد وعد بإلغاء مبادرات السيارات الكهربائية، واقترح ترك اتفاقيات باريس للمناخ، وإلغاء العديد من اللوائح البيئية.

### ديمقراطية
كان جو بايدن يصور الانتخابات على أنها معركة من أجل الديمقراطية، وهو ما كان مشابهًا لتأطيره للجغرافيا السياسية المعاصرة على أنها "المعركة بين الديمقراطية والاستبداد". استشهد خطاب بايدن سابقًا بالديمقراطية و"المعركة من أجل روح أمتنا" باعتبارها الرسالة الرئيسية لحملته الرئاسية لعام 2020، ويستخدمها كعنصر متكرر في خطابه منذ الانتخابات الرئاسية لعام 2020.
أشارت استطلاعات الرأي قبل الانتخابات إلى عدم الرضا العميق عن حالة الديمقراطية الأمريكية. ويميل الليبراليون إلى الاعتقاد بأن المحافظين يهددون البلاد بالتوجهات الاستبدادية ومحاولاتهم لقلب انتخابات 2020. ويشعر بعض الجمهوريين بالقلق من أن عزل ترامب السابق وأربع لوائح اتهام جنائية هي محاولات للتأثير على الانتخابات وإبعاده عن منصبه. ومع ذلك، لا يوجد دليل على أن المحاكمات الجنائية لترامب هي "تدخل في الانتخابات" دبرها جو بايدن والحزب الديمقراطي.
تعرضت حملة دونالد ترامب لعام 2024 لانتقادات من وسائل الإعلام لإدلائها بتصريحات عنيفة وسلطوية بشكل متزايد، والتي يعتقد البعض أن حملة ترامب تميل إليها عمدًا. يدعو برنامج ترامب إلى توسيع نطاق السلطات الرئاسية والسلطة التنفيذية على كل جزء من الحكومة الفيدرالية. دعا ترامب إلى تجريد الحماية الوظيفية للآلاف من موظفي الخدمة المدنية المهنيين واستبدالهم بالموالين السياسيين إذا اعتبروا "عقبة أمام أجندته" داخل الوكالات الفيدرالية، ومجتمع الاستخبارات الأمريكي، ووزارة الخارجية، ووزارة الدفاع.
ولوحظ استخدامها بشكل متزايد خطابًا عنيفًا وغير إنساني ضد خصومه السياسيين. ووعد ترامب بالعفو عن المتهمين بتورطهم في هجوم الكابيتول في 6 يناير 2021، ووصف المتهمين بـ"الرهائن" و"الوطنيين العظماء". قلل ترامب من شأن أعمال العنف بعد انتخابات 2024، لكنه لم يستبعدها، إذا لم يفز، قائلاً: "الأمر يعتمد على ذلك".
في حديثه ببرنامج Erin Burnett OutFront، قال كينيدي إن الرئيس بايدن يشكل تهديدًا للديمقراطية أكبر من دونالد ترامب. وادعى ترامب أن جو بايدن هو "المدمر" والتهديد الحقيقي للديمقراطية، وكرر ادعاءات بأن انتخابات 2020 كانت مزورة وسرقت منه، دون وجود أي دليل على هذه الادعاءات، والذي أعتبر كجزء من نظرية مؤامرة أكبر لحركة رفض الانتخابات في الولايات المتحدة.
ومن المتوقع أن تكون الديمقراطية قضية كبيرة في انتخابات 2024. وجد استطلاع أجرته AP-NORC على 1074 بالغًا في الفترة من 30 نوفمبر إلى 4 ديسمبر 2023، أن 62% من البالغين قالوا إن الديمقراطية قد تكون في خطر اعتمادًا على من سيفوز في الانتخابات المقبلة.

### الشؤون الاقتصادية

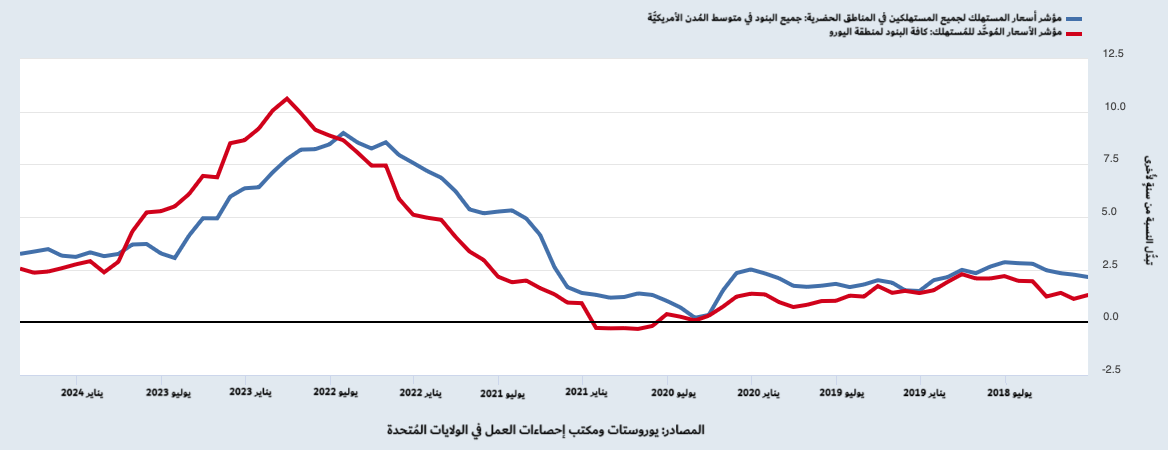
معدل التضخم، الولايات المتحدة ومنطقة اليورو، من يناير 2018 إلى مارس 2024. ارتفع التضخم بشكل ملحوظ خلال طفرة التضخم 2021-2023.

يشير الناخبون باستمرار إلى القضايا الاقتصادية باعتبارها قضيتهم الأولى في انتخابات عام 2024. بدأت فترة من التضخم المرتفع في عام 2021، بسبب التقاء الأحداث بما في ذلك الوباء وأزمة سلسلة التوريد، والتي تفاقمت بعد ذلك بسبب الآثار الاقتصادية للغزو الروسي لأوكرانيا في عام 2022. وكانت استطلاعات الرأي حول تعامل بايدن مع الاقتصاد سلبية باستمرار منذ أواخر عام 2021.
وتأثرت النساء بشكل خاص بالانكماش الاقتصادي في أعقاب الوباء، وخاصة أولئك الذين تركوا عملهم من أجل مسؤوليات رعاية الأطفال. وقدمت تدابير مؤقتة لرعاية الأطفال، بما في ذلك الإعفاء الضريبي الموسع للأطفال كجزء من خطة الإنقاذ الأمريكية، كطرق مصممة لمساعدة الوضع الاقتصادي للآباء، ولكن هذه ستنتهي قبل انتخابات عام 2024.
وقع كل من بايدن وترامب على أجزاء من التشريعات الاقتصادية في ولايتهما الأولى والتي قد يروجان لها في حملة عام 2024. وقع بايدن على خطة الإنقاذ الأمريكية، وقانون الاستثمار في البنية التحتية والوظائف، وقانون خفض التضخم، وقانون الرقائق والعلوم، وقانون المسؤولية المالية. وقع ترامب على قانون التخفيضات الضريبية والوظائف، وقانون كيرز، والعديد من الأوامر التنفيذية التي تنص على إلغاء القيود التنظيمية.
أطلق بايدن على سياسته الاقتصادية اسم "Bidenomics" ووعد بتوفير وظائف للطبقة المتوسطة ورفض الاقتصاد المتدفق. اقترح بايدن زيادة الضرائب على الشركات الكبيرة والأميركيين الأثرياء لتقليل العجز والمساعدة في تمويل برامج للفقراء والطبقة المتوسطة من خلال فرض "ضريبة الحد الأدنى لدخل الملياردير". لوحظ أن أجندة بايدن التجارية ترفض السياسات الاقتصادية النيوليبرالية التقليدية وإجماع واشنطن لصالح إزالة المخاطر في سلاسل التوريد من الصين وعكس السياسات النيوليبرالية التي أدت إلى نقل التصنيع إلى الخارج وبالتالي أدت إلى زيادة رد الفعل الشعبوي. وقد سن بايدن العديد من الرسوم الجمركية المستهدفة ضد الصين في قطاعات استراتيجية مثل السيارات الكهربائية والخلايا الشمسية والصلب والألومنيوم لحماية التصنيع الأمريكي وإضعاف طموحات الصين التكنولوجية والعسكرية.
\
اقترح ترامب المزيد من التخفيضات الضريبية للأفراد والشركات بما يتجاوز التخفيضات الضريبية السابقة لعام 2017. قال ترامب إن إبقاء الضرائب منخفضة على الأثرياء يزيد من خلق فرص العمل. تتضمن سياسة ترامب التجارية المعلنة انفصال الولايات المتحدة عن الاقتصاد العالمي وجعل البلاد أكثر اكتفاءً بذاتها وممارسة قوتها من خلال المعاملات التجارية الفردية. ويمكن تحقيق ذلك من خلال تعريفة أساسية عالمية بنسبة 10% على جميع الواردات، مع زيادة العقوبات إذا تلاعب الشركاء التجاريون بعملاتهم أو انخرطوا في ممارسات تجارية غير عادلة.
ودعا ترامب إلى فرض رسوم جمركية بنسبة 100% على السيارات المصنوعة خارج الولايات المتحدة وتعريفة جمركية بنسبة 60% على الأقل على البضائع الصينية. صرح ترامب عن خططه لحث الكونغرس على تمرير "قانون ترامب التجاري المتبادل" لمنح السلطة الرئاسية لفرض تعريفة متبادلة على أي دولة تفرض واحدة على الولايات المتحدة. وذكرت صحيفة واشنطن بوست في يناير 2024 أن ترامب كان يستعد لحرب تجارية ضخمة. ووصفت سياسات ترامب التجارية بأنها حمائية، اتجارية أو مكتفية ذاتيًا.

### تعليم
في ظل إدارة بايدن، أصدرت عدة أوامر من الإعفاء من القروض الطلابية، بقيمة إجمالية تزيد عن 132 مليار دولار. وقد ركز العفو إلى حد كبير على الموظفين العموميين، والأشخاص الذين تعرضوا للاحتيال، والأشخاص الذين يقومون بالسداد لفترات طويلة من الزمن. في أغسطس 2022، أعلن بايدن أنه سيوقع أمرًا تنفيذيًا من شأنه أن يعفي مبالغ كبيرة من ديون الطلاب، بما في ذلك 10000 دولار لديون القروض الطلابية للخريجين غير المتزوجين الذين يحصلون على أقل من 125000 دولار أو الأزواج الذين يحصلون على أقل من 250000 دولار و20000 دولار للمستفيدين من منح بيل.
في يونيو 2023، ألغيت هذه الخطة في قرار المحكمة العليا. وفي أعقاب القرار، واصل بايدن الإعفاء المحدود من القروض الطلابية. وقد انتقد الجمهوريون خططه ووصفوها بأنها إنفاق غير مسؤول. صرح بايدن أن تقديم خدمات شاملة لمرحلة ما قبل الروضة بالإضافة إلى دعم مقدمي الرعاية سيكون من أولويات فترة ولايته الثانية.
رأى بعض المرشحين الجمهوريين أن التعليم هو قضية الفوز في الحملة الانتخابية. أنشأت العشرات من الولايات قوانين تمنع تدريس نظرية العرق النقدية، وهو نظام أكاديمي يركز على فحص عدم المساواة العرقية. يدعي مؤيدو القوانين أن المحادثات حول الهوية العرقية ليست مناسبة للبيئة المدرسية. يزعم منتقدو القوانين المناهضة لنظرية العرق النقدية أنها تبيض التاريخ الأمريكي وتعمل كقوانين ذاكرة لإعادة كتابة الذاكرة العامة لتاريخ الولايات المتحدة. تعهد ترامب بإنهاء وزارة التعليم، مدعيًا أنها مخترقة من "متعصبين متطرفين وماركسيين".

### السياسة الخارجية

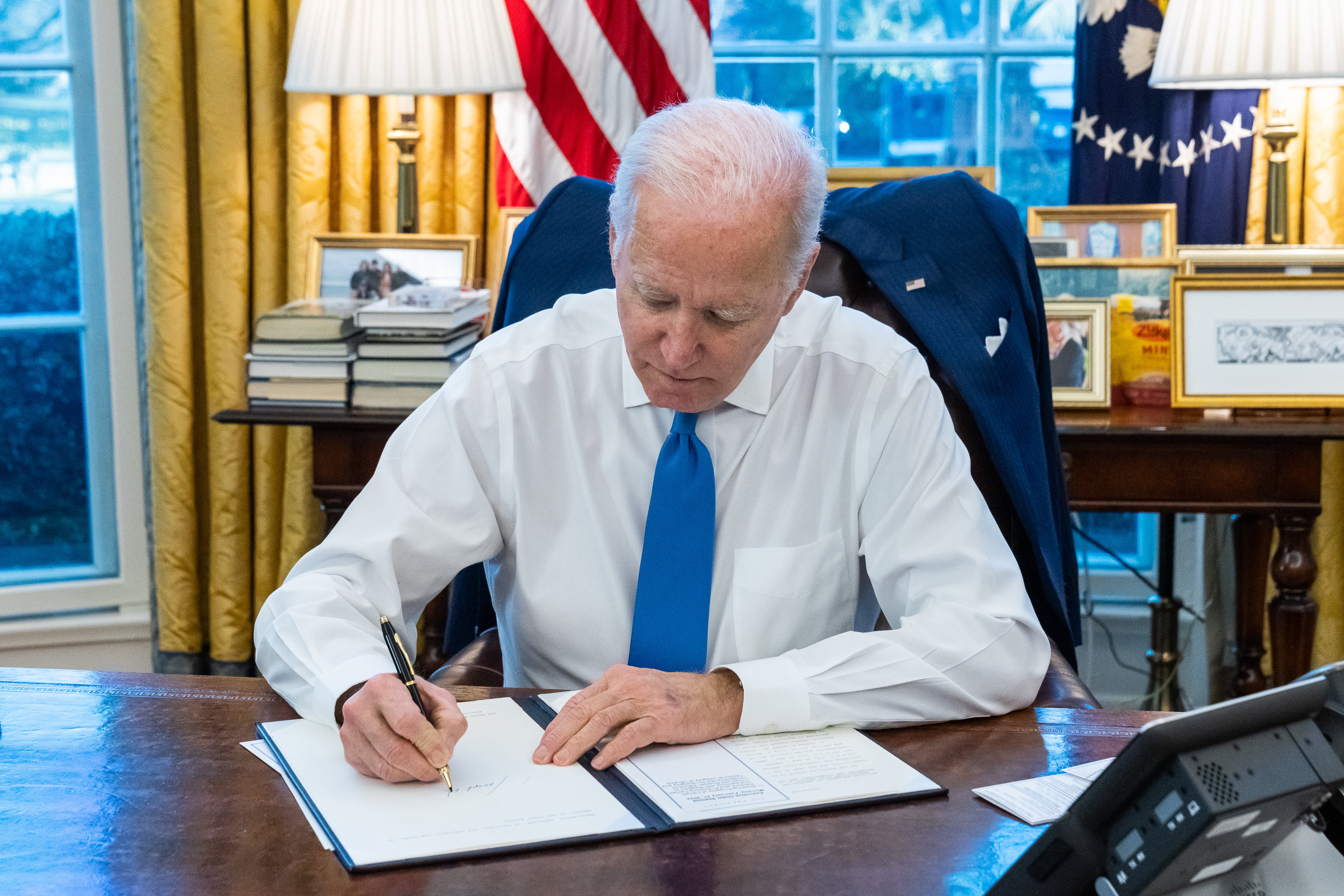
وقع رئيس الولايات المتحدة جو بايدن الأمر التنفيذي رقم 14065 في فبراير 2022 ردًا على الغزو الروسي لأوكرانيا. منحت الولايات المتحدة مساعدات عسكرية بمليارات الدولارات لأوكرانيا في أعقاب الغزو الروسي لأوكرانيا في عام 2022.

ومن المتوقع أن تكون الحرب المستمرة في غزة والغزو الروسي لأوكرانيا من القضايا المهمة في الانتخابات.
جعل بايدن ضمان عدم تجاوز أي قوة عالمية أخرى للولايات المتحدة في المجالين العسكري والاقتصادي محورًا لرئاسته. وكجزء من هذا، قدمت الولايات المتحدة مساعدات عسكرية وإنسانية كبيرة لأوكرانيا طوال الغزو الروسي لأوكرانيا. وجعل من تعزيز حلف الناتو والاستعداد لمنافسة القوى العظمى مع روسيا والصين حجر الزاوية في ولايته الأولى في منصبه، ووعد بالدفاع عن حلف الناتو خلال ولايته الثانية.
كررت حملة ترامب لعام 2024 أجندة السياسة الخارجية الانعزالية "أمريكا أولاً"، ووعدت "بإعادة تقييم جذري" لهدف الناتو ومهمته. صرح ترامب أنه سيشجع روسيا على "فعل ما تريده" مع الدول التي لم تساهم بشكل كافٍ في الناتو. وقال ترامب إنه سيقطع المساعدات عن أوكرانيا سريعا إذا أعيد انتخابه. وصرح ترامب سابقًا أنه من المحتمل أن يعترف بضم روسيا لشبه جزيرة القرم، وقدم اقتراحات بأنه كان بإمكانه منع الحرب من خلال التنازل عن أجزاء من شرق أوكرانيا لروسيا.
خلال الحرب الفلسطينية الإسرائيلية في غزة، أعلن بايدن عن دعم عسكري "لا لبس فيه" إسرائيل، وأدان تصرفات حماس والمسلحين الفلسطينيين الآخرين ووصفها بأنها إرهاب. وقدم بايدن مساعدات بقيمة 26 مليار دولار لإسرائيل في هذه الحرب من خلال الكونغرس. بحلول مارس 2024، أصبح بايدن ينتقد بشكل متزايد رئيس الوزراء الإسرائيلي بنيامين نتنياهو والأزمة الإنسانية في غزة، وأذن بإسقاط المساعدات جوا وأعلن عن بناء ميناء عسكري لتسهيل إيصال المساعدات إلى القطاع. أدان كينيدي هجمات حماس على المدنيين الإسرائيليين وأعلن دعمه للمساعدة لإسرائيل. أعطى ترامب رسائل متضاربة بشأن الحرب، وتعهد بدعم إسرائيل واتخاذ موقف متشدد تجاه إيران، بينما انتقد أيضًا رئيس الوزراء الإسرائيلي بنيامين نتنياهو وأشاد حزب الله ووصفه بأنه "ذكي للغاية".

#### الحرب على غزة
أشارت استطلاعات الرأي إلى وجود انقسام كبير بين سياسة الحكومة بشأن الحرب وآراء عامة الناس. خلال الانتخابات، وقعت عدة احتجاجات مؤيدة لإسرائيل ومؤيدة للفلسطينيين في الولايات المتحدة. أعرب بايدن عن دعمه لحق الاحتجاج لكنه انتقدهم، حسب وصفه، عندما أصبحوا عنيفين أو معاديين للسامية. وصرح ترامب أنه سيوقف الاحتجاجات المؤيدة لفلسطين، ويرحل المتظاهرين، و"يعيد الحركة 25 أو 30 عامًا إلى الوراء".
أظهر استطلاع للرأي أجري في تشرين الثاني (نوفمبر) 2023 أن 68٪ من الأمريكيين يوافقون على عبارة مفادها أنه "يجب على إسرائيل الدعوة إلى وقف إطلاق النار ومحاولة التفاوض" ويعارض الأغلبية المساعدات العسكرية لإسرائيل، ويفضلون الولايات المتحدة باعتبارها وسيطًا محايدًا. وجد استطلاع أجرته وكالة أسوشيتد برس في فبراير 2024 أن 44% رأوا إسرائيل "شريكًا يجب على الولايات المتحدة أن تتعاون معه، لكنها لا تشاركها مصالحها وقيمها"، بينما رأى 35% إسرائيل "حليفًا يشارك الولايات المتحدة المصالح والقيم"، ويعتقد 50% من الأمريكيين أن إسرائيل "ذهبت بعيداً" في ردها، ويعتقد 31% أن إسرائيل "كانت على حق" ويعتقد 15% أن إسرائيل "لم تذهب بعيداً بما فيه الكفاية". تعرض دعم بايدن لإسرائيل لانتقادات من أقلية غاضبة، من التقدميين والمسلمين، وأشار بعضهم إلى أنهم لن يصوتوا لصالح بايدن بشأن الحرب. ويرجح أن الشباب الأميركيون أقل دعماً لإسرائيل من الأجيال الأكبر سناً. ومع ذلك، أظهرت استطلاعات الرأي أن الحرب كانت مجرد "مصدر قلق كبير" بالنسبة لـ 2% من الناخبين الشباب، وهو أقل بكثير من التضخم والاقتصاد والهجرة.

### قضايا الرعاية الصحية
قضية الرعاية الصحية وسياسة المخدرات، بما في ذلك ما إذا كان يجب على الولايات المتحدة التحول إلى نظام رعاية صحية شامل، ومن المتوقع أن يلعب وباء كوفيد-19 دورًا رئيسيًا في الانتخابات الرئاسية لعام 2024.
جعل ترامب من إلغاء قانون الرعاية الصحية الميسرة قضية رئيسية في انتخابات 2024. خلال مقابلة في 11 مارس 2024، أشار ترامب إلى أنه منفتح على خفض برامج الاستحقاق مثل الضمان الاجتماعي والرعاية الطبية، والتي زعمت حملة ترامب لاحقًا أنها كانت تشير فقط إلى "خفض الهدر" وأنه سيحمي البرامج. اقترح ترامب سابقًا أثناء رئاسته في عام 2020 أنه سينظر "في مرحلة ما" في خفض برامج الاستحقاق، وقد اقترحت مقترحات الميزانية السابقة لترامب بعض التخفيضات في البرامج. خلال الانتخابات التمهيدية للحزب الجمهوري، هاجم ترامب خصومه من خلال الإشارة إلى أنهم سيخفضون فوائد الاستحقاقات.
وقد روج بايدن لقانون خفض التضخم لعام 2022، والذي وسع قانون الرعاية الميسرة وشمل أحكامًا لخفض أسعار الأدوية الموصوفة للأشخاص الذين يتلقون الرعاية الطبية. وقد وعد بايدن بحماية قانون الرعاية الميسرة والدفاع عنه بعد أن علق ترامب بأنه سيسعى إلى استبدال القانون إذا فاز بولاية ثانية، وأعرب أعضاء مجلس الشيوخ الجمهوريون عن انفتاحهم على إلغاء أقسام معينة من القانون. ووعد بايدن بالدفاع عن الضمان الاجتماعي والرعاية الطبية بعد التعليقات التي أدلى بها ترامب والتي أشارت إلى أنه منفتح على خفض برامج الاستحقاق. وأشار بايدن أيضًا إلى نيته توسيع الحد الأقصى لسعر تكلفة الأنسولين عند 35 دولارًا لمتلقي الرعاية الطبية، والذي سنه كجزء من قانون خفض التضخم ليشمل التأمين الخاص. وقع بايدن سابقًا على واحدة من أكبر التوسعات في مزايا المحاربين القدامى في التاريخ الأمريكي من خلال قانون تكريم ميثاقنا لعام 2022 الذي قدم الرعاية الطبية للمحاربين القدامى المعرضين لحفر الحروق السامة.
كان كينيدي مدافعًا بارزًا عن مناهضة اللقاحات، ولكن وفقًا لديسيريت نيوز، فقد حاول تخفيف موقفه المناهض للقاحات قبل الانتخابات، مشيرًا إلى أنه ليس ضد جميع اللقاحات. يعمل الغرب على منصة الرعاية الطبية للجميع.

### حقوق المثليين

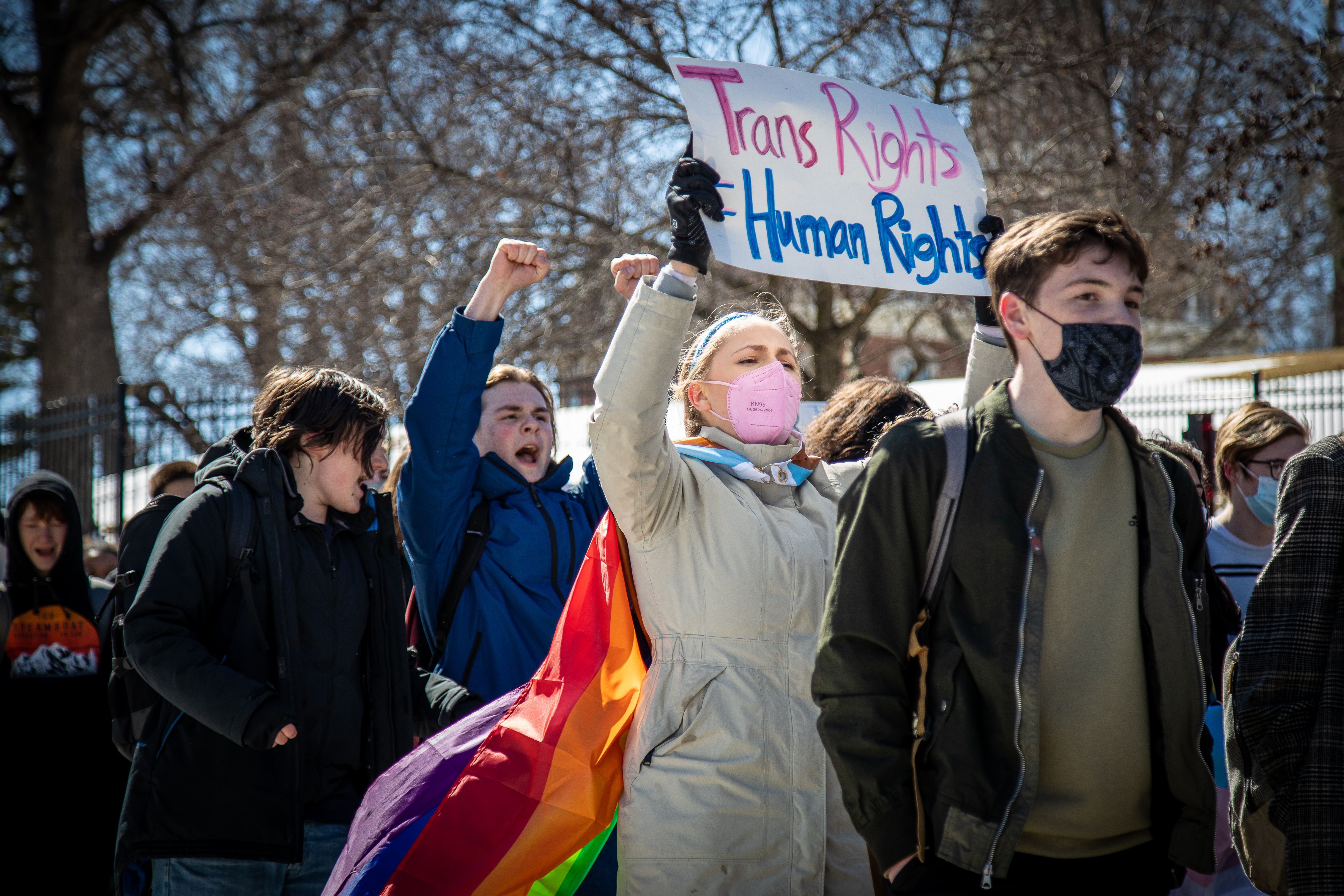
الطلاب في دي موين يحتجون على قانون مكافحة المتحولين جنسيًا الذي وقعه الحاكم الجمهوري كيم رينولدز في عام 2022

في السنوات الأخيرة، قدم السياسيون المحافظون في المجالس التشريعية للولايات عددًا كبيرًا ومتزايدًا من مشاريع القوانين التي تقيد حقوق المثليين، وخاصة المتحولين جنسيًا.
في فترة رئاسته، وقع بايدن على قانون احترام الزواج، الذي قنن حماية زواج المثليين والزواج بين الأعراق في القانون. بالإضافة إلى ذلك، أيد قانون المساواة، وهو تشريع يهدف إلى توسيع نطاق قانون الحقوق المدنية لعام 1964 لتوفير الحماية على أساس الهوية الجنسية والتوجه الجنسي في مجالات مختلفة مثل مكان العمل والإسكان وقطاعات الرعاية الصحية. في عام 2023، وجه بايدن الحكومة الفيدرالية لتوفير استراتيجيات للولايات حول كيفية تعزيز الوصول إلى موارد الرعاية الصحية والوقاية من الانتحار لمجتمع المثليين.
وقد وعد ترامب بالتراجع عن حقوق المتحولين جنسيا. صرح ترامب أنه سيلغي حماية بايدن بموجب المادة التاسعة "في اليوم الأول" للطلاب المتحولين جنسياً الذين يستخدمون الحمامات وغرف تبديل الملابس والضمائر التي تتوافق مع هوياتهم الجنسية. صرح ترامب أنه سيسن قانونًا فيدراليًا يعترف بجنسين فقط، وادعى أن كونك متحولًا جنسيًا هو مفهوم صاغه "اليسار الراديكالي". وقد توعد ترامب "بعواقب وخيمة" على المعلمين الذين "يقترحون على الطفل أنهم قد يكونون محاصرين في الجسد الخطأ". قام ترامب سابقًا بإزالة حماية الباب التاسع لضمان وصول الشباب المتحولين جنسيًا إلى الحمامات التي يختارونها واتخذ خطوات لإلغاء حماية المتحولين جنسيًا في قانون الرعاية الميسرة.

## الحزب الديمقراطي

نتائج التصويت الشعبي للانتخابات التمهيدية الرئاسية الديمقراطية لعام 2024
جو بايدن
جايسون بالمر
لم يجرى فيها تصويت شعبي

في 25 أبريل 2023، أعلن الرئيس جو بايدن ترشحه لإعادة انتخابه، مع إبقاء نائبة الرئيس كامالا هاريس نائبة له. وبالتالي، كثف الجمهوريون انتقاداتهم لهاريس منذ إعلان بايدن نيته الترشح لمنصب الرئاسة. خلال أواخر عام 2021، حيث كان بايدن يواجه معدلات موافقة منخفضة، كانت هناك تكهنات بأنه لن يسعى لإعادة ترشحه، وحث بعض الديمقراطيين البارزين، النواب كارولين مالوني وتيم ريان والممثل السابق جو كونينغهام، بايدن علنًا على عدم الترشح.
وبالإضافة إلى عدم شعبية بايدن، يشعر الكثيرون بالقلق بشأن عمره؛ كان أكبر شخص يتولى هذا المنصب عن عمر يناهز 78 عامًا وسيبلغ 82 عامًا في نهاية فترة ولايته الأولى. وإذا أعيد انتخابه، فسيكون عمره 86 عاما في نهاية فترة ولايته الثانية. وفقًا لاستطلاع أجرته شبكة NBC، صدر في أبريل 2023، يعتقد 70% من الأمريكيين - بما في ذلك 51% من الديمقراطيين - أن بايدن لا ينبغي أن يترشح لولاية ثانية. وقال ما يقرب من النصف أن ذلك كان بسبب عمره. وفقًا لمتوسط الاستطلاع الوطني FiveThirtyEight، تبلغ نسبة الموافقة الحالية لبايدن 41%، بينما لا يوافق عليه 55%. وكانت هناك أيضًا تكهنات بأن بايدن قد يواجه تحديًا أساسيًا من أحد أعضاء الفصيل التقدمي في الحزب الديمقراطي. بعد أن تفوق الديمقراطيون على التوقعات في الانتخابات النصفية لعام 2022، اعتقد الكثيرون أن فرص ترشح بايدن والفوز بترشيح حزبه قد زادت.
وأعلنت الكاتبة ماريان ويليامسون ترشحها في فبراير 2023، قبل أن يعلن بايدن ترشحه لإعادة انتخابه. وكانت ويليامسون قد تسعى سابقًا للحصول على ترشيح الحزب الديمقراطي للرئاسة في عام 2020. في أبريل 2023، أعلن روبرت كينيدي جونيور ترشحه. في 9 أكتوبر 2023، أعلن كينيدي أنه سينسحب من الانتخابات التمهيدية للحزب الديمقراطي وسيترشح بدلاً من ذلك كمرشح مستقل. أعلن النائب دين فيليبس ترشحه ضد بايدن في 26 أكتوبر. وأعلن صاحب رأس المال المغامر جيسون بالمر عن حملته في 22 أكتوبر.
في 6 مارس 2024، علق فيليبس حملته بعد فشله في الفوز بأي انتخابات تمهيدية في الليلة يوم الثلاثاء الكبير، تلاه ويليامسون في 11 يونيو، على الرغم من اعتباره مرشحًا ثانويًا، فاز بالمر في المؤتمرات الحزبية في ساموا الأمريكية، مما جعله أول مرشح يفوز في الانتخابات التمهيدية المتنازع عليها ضد رئيس حالي منذ تيد كينيدي في عام 1980. ولم يفز بأي منافسة أخرى وأوقف ترشيحه في 15 مايو 2024.
في 12 مارس 2024، أصبح بايدن رسميًا المرشح الرئاسي الديمقراطي المفترض.

### المرشح الديمقراطي
| بطاقة الحزب الديمقراطي لعام 2024 | بطاقة الحزب الديمقراطي لعام 2024   |
| كامالا هاريس                     | تيم والز                           |
| -------------------------------- | ---------------------------------- |
| الرئيس                           | نائب الرئيس                        |
|                                  |                                    |
| 49 نائب الرئيس (2021- الحالي)    | حاكم ولاية مينيسوتا (2019- الحالي) |
|                                  |                                    |

## الحزب الجمهوري

نتائج الانتخابات التمهيدية الرئاسية للحزب الجمهوري لعام 2024
نيكي هيلي
دونالد ترامب

دونالد ترامب، هزمه بايدن في انتخابات 2020 ولم يقتصر على فترة الترشح مرة أخرى في عام 2024، مما يجعله خامس رئيس سابق يسعى لولاية ثانية غير متتالية. وبفوزه، أصبح ترامب ثاني رئيس منتخب يفوز بولاية غير متتالية، بعد جروفر كليفلاند في عام 1892. قدم ترامب بيان ترشحه إلى لجنة الانتخابات الفيدرالية (FEC) في 15 نوفمبر 2022، وأعلن ترشحه في خطاب ألقاه في مارالاغو في نفس اليوم. ويعتبر ترامب من أوائل المرشحين للفوز بترشيح الحزب الجمهوري للرئاسة، وذلك بعد إعلان حملته الانتخابية لعام 2024 في 15 نوفمبر 2022. وأعلن ترامب في مارس 2022 أنه إذا ترشح لإعادة انتخابه وفاز بترشيح الحزب الجمهوري للرئاسة، فإن نائبه السابق مايك بنس لن يكون نائبا له.
في مارس 2023، تلقى تهمة بشأن دفع أموال سرية لممثلة الأفلام الإباحية ستورمي دانيالز. ووجهت اتهامات لترامب مرة أخرى في يونيو حزيران بسبب تعامله مع وثائق سرية تحتوي على مواد حساسة للأمن القومي. وقد دفع ترامب بأنه غير مذنب في جميع التهم المتعلقة بهذه الاتهامات.
كان يُنظر إلى حاكم فلوريدا رون دي سانتيس على أنه المنافس الرئيسي لترامب على ترشيح الحزب الجمهوري. لقد جمع المزيد من أموال الحملة الانتخابية في النصف الأول من عام 2022 وحصل على نتائج استطلاعات رأي أكثر إيجابية من ترامب بحلول نهاية عام 2022. في 24 مايو 2023، أعلن عن ترشحه على تويتر في محادثة عبر الإنترنت مع الرئيس التنفيذي لشركة تويتر إيلون ماسك. وأضاف دي سانتيس: "الانحدار الأمريكي ليس أمرًا حتميًا - إنه خيار ... أنا أرشح نفسي لمنصب رئيس الولايات المتحدة لقيادة الولايات المتحدة". وذكرت حملته أنها جمعت مليون دولار في الساعة الأولى بعد إعلان ترشحه. تحدث في برنامج فوكس والأصدقاء، وذكر أنه "سيدمر اليسارية" في الولايات المتحدة. في نهاية يوليو 2023، كان متوسط الاستطلاع الوطني الذي أجرته FiveThirtyEight للانتخابات التمهيدية للحزب الجمهوري قد حصل ترامب على نسبة 52 بالمائة، ودي سانتيس على 15.
بعد المؤتمرات الحزبية في ولاية أيوا، والتي حقق فيها ترامب فوزًا ساحقًا، انسحب ديسانتيس ورجل الأعمال فيفيك راماسوامي من السباق الانتخابي وأيدوا ترامب، تاركين الرئيس السابق ونيكي هالي، حاكمة كارولينا الجنوبية السابقة التي خدمت في حكومة ترامب، كالمرشحين الوحيدين المتبقين. وواصل ترامب الفوز بجميع مسابقات التصويت المبكر الأربع بينما كافحت حملة هيلي لاكتساب الزخم. في 6 مارس 2024، في اليوم التالي لفوزها بانتخابات تمهيدية واحدة فقط من أصل خمسة عشر يوم الثلاثاء الكبير، علقت هيلي حملتها. أصبح ترامب المرشح الرئيسي الوحيد المتبقي لترشيح الحزب الجمهوري للرئاسة.
في 12 مارس 2024، أصبح ترامب رسميًا المرشح الرئاسي الجمهوري المفترض.

### المرشح الجمهوري
| بطاقة الحزب الجمهوري لعام 2024       | بطاقة الحزب الجمهوري لعام 2024                     |
| دونالد ترامب                         | جيه دي فانس                                        |
| ------------------------------------ | -------------------------------------------------- |
| الرئيس                               | نائب الرئيس                                        |
|                                      |                                                    |
| 45 رئيس الولايات المتحدة (2017–2021) | عضو مجلس الشيوخ الأمريكي عن أوهايو (2023–حتى الآن) |
|                                      |                                                    |

## مرشحو الطرف الثالث والمستقلون
كما أعلن مرشحو الأحزاب الثالثة والمستقلون عن ترشحهم للرئاسة. ومن بينهم روبرت كينيدي جونيور، وكورنيل ويست. أعلنت بعض الأحزاب الثالثة، مثل حزب التضامن الأمريكي، وحزب المنع، والحزب الدستوري، والحزب الليبرتاري، وحزب الاشتراكية والتحرير، عن مرشحين للرئاسة، بينما بدأ حزب الخضر انتخاباته التمهيدية. في حين أن المرشحين المستقلين/الأطراف الثالثة غالبًا ما يكون أداؤهم في استطلاعات الرأي أفضل من الأداء الانتخابي الفعلي، يتمتع مرشحو الطرف الثالث، اعتبارًا من أبريل 2024، بأقوى أداء في استطلاعات الرأي منذ أرقام استطلاعات روس بيرو المرتفعة في التسعينيات.

### ترشيحات حزبية بارزة
ترشح الأشخاص التالية أسماؤهم من أحزابهم للترشح للرئاسة.

#### مع وصول الأغلبية إلى صناديق الاقتراع

##### الحزب الليبرتاري
أختير تشيس أوليفر كمرشح رئاسي للحزب الليبرتاري في 26 مايو 2024، كان أوليفر مرشح الحزب في انتخابات مجلس الشيوخ الأمريكي لعام 2022 في جورجيا. اعتباراً من مايو 2024، يتمتع الحزب بإمكانية الوصول إلى صناديق الاقتراع في 37 ولاية على الأقل بإجمالي 380 صوتًا انتخابيًا.
| بطاقة الحزب الليبرتاري لعام 2024 | بطاقة الحزب الليبرتاري لعام 2024 |
| تشيس أوليفر                      | مايك تير مات                     |
| -------------------------------- | -------------------------------- |
| الرئيس                           | نائب الرئيس                      |
|                                  |                                  |
| تنفيذي مبيعات من ولاية جورجيا    | خبير اقتصادي من فرجينيا          |
|                                  |                                  |

##### حزب الخضر
أعلنت جيل ستاين في 26 مايو 2024، أن حملتها قد جمعت عددًا كافيًا من المندوبين لتأمين ترشيح حزب الخضر، وبالتالي أصبحت المرشحة المفترضة. وكانت ستاين مرشحة الحزب في عامي 2012 و 2016. ستاين هي طبيبة وعضو سابق في اجتماع ليكسينغتون تاون، ومن المقرر عقد المؤتمر الوطني الأخضر لعام 2024 في الفترة من 15 إلى 18 أغسطس 2024. اعتباراً من يونيو 2024، تتمتع ستاين بإمكانية الوصول إلى بطاقات الاقتراع على خطوط الاقتراع لحزب الخضر والمستقلين في 22 ولاية على الأقل بإجمالي 273 صوتًا انتخابيًا.
| بطاقة حزب الخضر لعام 2024 | بطاقة حزب الخضر لعام 2024 |
| جيل ستاين                 | بوتش وير                  |
| ------------------------- | ------------------------- |
| الرئيس                    | نائب الرئيس               |
|                           |                           |
| طبيبة من ماساتشوستس       | أكاديمي من كاليفورنيا     |

#### الوصول الجزئي للاقتراع
تتمتع هذه الأحزاب بإمكانية الوصول إلى صناديق الاقتراع في بعض الولايات، ولكن ليس بما يكفي للحصول على 270 صوتًا للفوز بالرئاسة، دون إجراء حملة كتابة.
- حزب التضامن الأمريكي: بيتر سونسكي، سياسي محلي من ولاية كونيتيكت.[329]
- حزب الدستور: راندال تيري، ناشط مناهض للإجهاض ومرشح دائم.[330]
- حزب المنع: مايكل وود، رجل أعمال [331]
- حزب الاشتراكية والتحرير: كلوديا دي لا كروز، ناشطة سياسية.[332][333]

#### دون الوصول إلى صناديق الاقتراع
- الحزب الاشتراكي الأمريكي: بيل ستودن، مدير تنفيذي غير ربحي.[334][335]
- حزب المساواة الاشتراكية: جوزيف كيشور، كاتب ومرشح انتخابات سبتمبر 2020.[336]
- حزب العمال الاشتراكي: راشيل فروت، عاملة فندق ونقابية.[337]
- حزب تجاوز الإنسانية: توم روس، ناشط تكنولوجي وسياسي.[338]

### أبرز المرشحين المعلنين
أعلن الأفراد التالية أسماؤهم عن نيتهم الترشح للرئاسة.

#### مستقلون

##### روبرت كينيدي جونيور
كينيدي جونيور، بعد خوضه الانتخابات التمهيدية للحزب الديمقراطي في البداية، أصبح مرشحًا مستقلاً في أكتوبر 2023. أحد أفراد عائلة كينيدي، وهو محامي بيئي يروج لنظريات المؤامرة. حصل على الدعم بين الناخبين المستقلين والمناهضين للمؤسسة الذين خاب أملهم في الأحزاب السياسية الأمريكية الرئيسية. وكانت استطلاعاته، اعتبارًا من نوفمبر 2023، على أعلى المستويات لمرشح من خارج الحزبين الرئيسيين منذ عام 1992. وعضو في عائلة كينيدي، وهو ابن المدعي العام الأمريكي والسيناتور روبرت كينيدي وابن شقيق الرئيس الأمريكي جون كينيدي والسناتور تيد كينيدي. في 26 مارس 2024، أعلن كينيدي أن نيكول شاناهان ، محامية من كاليفورنيا، نائبة له.
| بطاقة المستقلون لعام 2024 (مع حزب "نحن الشعب" في بعض الولايات) | بطاقة المستقلون لعام 2024 (مع حزب "نحن الشعب" في بعض الولايات) |
| روبرت كينيدي جونيور                                            | نيكول شاناهان                                                  |
| -------------------------------------------------------------- | -------------------------------------------------------------- |
| الرئيس                                                         | نائب الرئيس                                                    |
|                                                                |                                                                |
| محامي بيئي من كاليفورنيا                                       | محامي وتقني من كاليفورنيا                                      |

##### كورنيل ويست
كورنيل ويست هو ناشط اشتراكي ومثقف أعلن عن حملته كمستقل بعد إعلانه في البداية عن ترشحه كعضو في حزب الشعب ثم مرشح حزب الخضر لاحقًا. نائبته هي ميلينا عبد الله، وهي أكاديمية وزعيمة مدنية من كاليفورنيا.
| بطاقة المستقلون لعام 2024 (مع حزب "العدالة للجميع" في بعض الولايات) | بطاقة المستقلون لعام 2024 (مع حزب "العدالة للجميع" في بعض الولايات) |
| كورنيل ويست                                                         | ميلينا عبد الله                                                     |
| ------------------------------------------------------------------- | ------------------------------------------------------------------- |
| الرئيس                                                              | نائب الرئيس                                                         |
|                                                                     |                                                                     |
| أكاديمي وناشط من كاليفورنيا                                         | أكاديمية وزعيمة مدنية من كاليفورنيا                                 |

##### المرشحون المستقلون الآخرين
- وشيفا أيادوراي، مهندسة ورائدة أعمال وناشطة مناهضة للقاحات؛ مرشح لمجلس الشيوخ الأمريكي عن ولاية ماساتشوستس لعامي 2018 و 2020.[345][346][ج]
- جوني بوس، مالك جزئي ونائب رئيس التطوير الاستراتيجي لفريق لوس أنجلوس ليكرز.[347][348]
- جوزيف "أفرومان" فورمان، مغني الراب.[349][350][351][352]
- تايلور مارشال، مؤلف.[350][353][354][355]

### المرشحون المنسحبون
أعلن الأفراد البارزون التاليون عن حملاتهم الانتخابية ثم أوقفوها قبل الانتخابات:
- كاني ويست، مغني الراب، المرشح للرئاسة عام 2020.[356]

## المناقشات
في أبريل 2022، صوتت اللجنة الوطنية للحزب الجمهوري بالإجماع على الانسحاب من لجنة المناظرات الرئاسية (CPD). في مايو 2024، اقترحت حملة بايدن استضافة مناظرتين خارج الجدول الزمني لبرنامج التطوير المهني المستمر ورفض المشاركة في المناظرات التي تستضيفها لجنة المناظرات. وافق بايدن وترامب على إجراء مناظرات على قناة سي إن إن في 27 يونيو وعلى شبكة إيه بي سي نيوز في 10 سبتمبر، ومن غير المتوقع أن يجري ترامب مناظرات تدريبية، لكنه عقد جلسات لصقل رسائله السياسية، في حين كان بايدن يستعد للمناظرة في كامب ديفيد.

## أنظر أيضا
- انتخابات الولايات المتحدة 2024
  - انتخابات حكام الولايات المتحدة 2024
  - انتخابات مجلس النواب الأمريكي 2024
  - انتخابات مجلس الشيوخ الأمريكي 2024
- استطلاع الرأي على المستوى الوطني للانتخابات الرئاسية الأمريكية لعام 2024
- استطلاع الرأي على مستوى الولاية للانتخابات الرئاسية الأمريكية لعام 2024[الإنجليزية]
- الجدول الزمني للانتخابات الرئاسية الأمريكية 2024
- الانتخابات الرئاسية العراقية 2022
- محاولة اغتيال دونالد ترامب في فلوريدا

## ملحوظات
1. 1 2  تعكس هذه الحصيلة فقط التوقعات التي تم التوصل إليها بالإجماع من قبل ABC[2] وأسوشيتد برس[3] وCBS[4] وسي إن إن[5] وNBC.[6]
2. ↑  منسوب إلى عدة مراجع:[60][61][62][63][64][65]
3. ↑  أيادوراي غير مؤهل رئيس الولايات المتحدة لأنه ليس مواطن مولود  [لغات أخرى]‏، لكنه يدعي أنه يستطيع الترشح لمنصب الرئاسة.